# Abou Lagraa
Abou Lagraa, né le 22 décembre 1970 à Annonay en Ardèche, est un danseur et chorégraphe français de danse contemporaine.

## Biographie
D'origine algérienne, Abou Lagraa naît et grandit en Ardèche. Il se forme à seize ans à la danse au conservatoire de région à Annonay puis intègre le Conservatoire national supérieur de musique et de danse de Lyon. À l'issue des trois ans de conservatoire — alors qu'il faisait également des études de langues pour devenir traducteur —, il travaille comme danseur avec Rui Horta de 1993 à 1996 notamment à Francfort et au sein du ballet Gulbenkian.
En 1997, il fonde sa propre compagnie : La Baraka basée d'abord à Annonay puis à Lyon qui développe des projets de danse contemporaine mais aussi de hip-hop. Il obtient l'année suivante un deuxième prix au Concours international de danse de Paris. De 2004 à 2007, il bénéficie d'une résidence à la Scène nationale d'Annecy puis de 2008 à 2014 d'une seconde aux Gémeaux à Sceaux.
Depuis 2009, Abou Lagraa a créé avec son épouse Nawal Aït Benalla Lagraa (elle-même chorégraphe), le premier Ballet Contemporain d'Alger : après une audition nationale qui a réuni 400 candidats, ils décident de sélectionner 8 jeunes danseurs de hip-hop avec lesquels ils créent en 2010 au Théâtre national d'Alger, le spectacle « NYA » (qui signifie en arabe « faire confiance à la vie »). Ce spectacle remporte un grand succès et obtient en 2011 le Prix de la Critique pour la meilleure chorégraphie,,,. En 2012, Abou Lagraa créé Univers l'Afrique, un spectacle hommage à la diva américaine Nina Simone avec deux quatuors de danseurs. L'année suivante, il crée El Djoudour (Les Racines), une pièce pour quatorze danseurs et une chanteuse pour l'ouverture de Marseille–Provence 2013 dans le cadre de la désignation de la cité phocéenne comme capitale européenne de la Culture.

## Chorégraphies
- 1998 : Les 2 et Violatus
- 1999 : Kraft
- 2000 : Passage, trio hip-hop
- 2000 : Nuit blanche
- 2001 : Fly, Fly pour le Ballet de Lorraine (recréation en 2003 pour l'ABC Dance Company)
- 2002 : Allegoria stanza, ballet contemporain et hip-hop
- 2003 : Leïla
- 2004 : Cutting Flat
- 2005 : Où transe
- 2006 : R.B.V.B
- 2006 : Le Souffle du temps pour le Ballet de l'Opéra de Paris[8]
- 2006 : Le Pas suspendu pour l'Orchestre des Pays de Savoie
- 2007 : Matri(K)is
- 2008 : D'eux sens en collaboration avec Nawal Aït Benalla Lagraa
- 2008 : Everyone's One pour le Ballet Memphis
- 2009 : Cérémonie de clôture du Festival panafricain d'Alger
- 2010 : Un monde en soi avec le quatuor Debussy
- 2011 : Nya créé pour le Ballet contemporain d'Alger lors de la Biennale de la danse de Lyon et Suresnes Cité Danse
- 2012 : Univers...l'Afrique, hommage à Nina Simone
- 2013 : El Djoudour (les racines) pour l'ouverture de Marseille–Provence 2013
- 2015 : Le Cantique des cantiques
- 2017 : Dakhla
- 2017 : Wonderful One
- 2018 : Wahada pour le ballet du Grand Théâtre de Genève
- 2020 : Premier(s) Pas en collaboration avec Nawal Aït Benalla Lagraa

## Prix et distinctions
- 2009 : Prix du Meilleur danseur international de l'International Movimentos Dance Prize[1]
- 2011 : Grand Prix de la danse du Syndicat de la critique pour Nya[9]
- 2016 : Chevalier de l'Ordre des Arts et des Lettres[10]

### Documentaires
- 2012 : Ô mon corps ! (70 min) de Laurent Aït Benalla, consacré à Abou Lagraa et son travail avec le Ballet d'Alger
- 2019 : Abou Lagraa, la République des Sens (52 min) de Fleur Albert, rencontre avec Abou Lagraa, au travail, entre Annonay et Genève, au cœur du processus de création